# Новозеландский макруронус
Новозеландский макруронус (лат. Macruronus novaezelandiae) — вид лучепёрых рыб из семейства Macruronidae, обитающий в водах южной Австралии и Новой Зеландии, на глубинах от 10 до 1000 м.

## Описание
Максимальная длина тела 130 см, обычно до 80 см; масса тела до 1,5 кг. Макруронус имеет конусообразное, сильно суживающееся к хвосту тело с серебристой, с легким оттенком пурпурного и голубовато-зеленого цвета, спинкой. Мягкий длинный спинной и анальный плавники плавно соединяются с хвостовым. В первом спинном плавнике один колючий и 10—12 мягких лучей. Во втором спинном плавнике 96—102 мягких лучей, в анальном 89—95 мягких лучей.
Макруронус — хищник, питается мелкой рыбой (шпроты, сардина, анчоус), крилем и головоногими моллюсками.
Промысел макруронуса, занимающий большую долю в рыбной индустрии Новой Зеландии, сертифицирован морским попечительским советом (Marine Stewardship Council) в марте 2001 года. Новая Зеландия установила квоту вылова около 100 000 тонн.